# Palazzo Alliata di Villafranca
(Francesco Alliata di Villafranca)
Palazzo Alliata di Villafranca è un palazzo nobiliare di Palermo, situato nel centro storico, nel mandamento Palazzo Reale.
Il complesso monumentale occupa l'intero isolato compreso tra il Cassaro e la retrostante via dell'università, costituendo il quarto lato della scenografica piazza Bologni.

## Storia

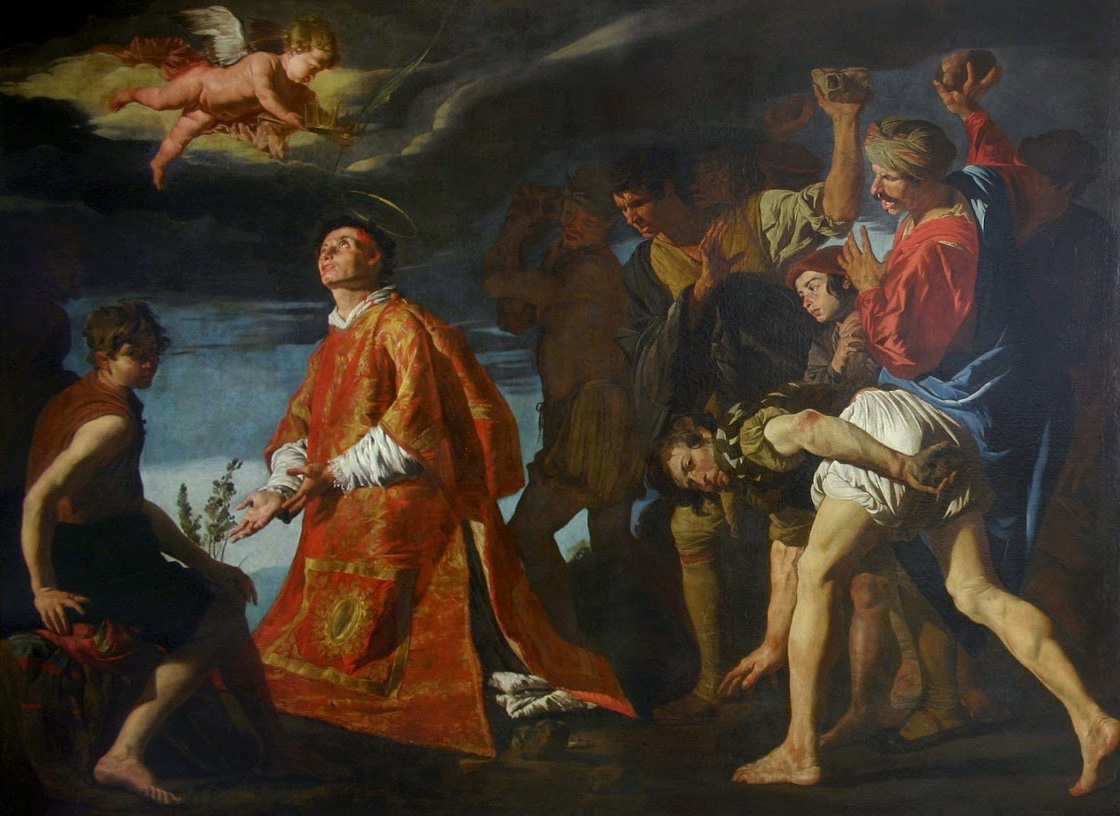
Salone del Principe Fabrizio Alliata Colonna e dipinto raffigurante il Principe.

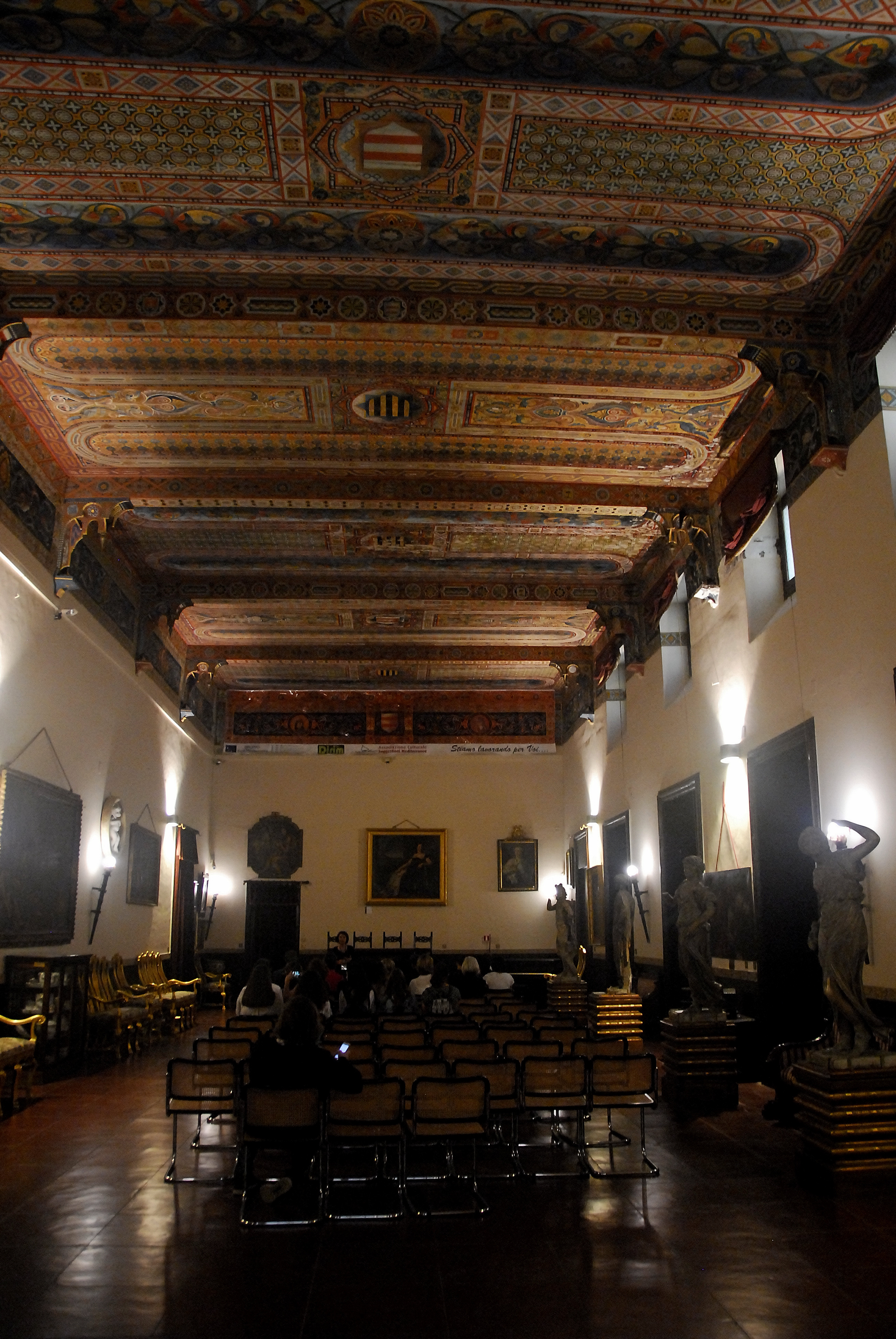
Sala dei Musici.

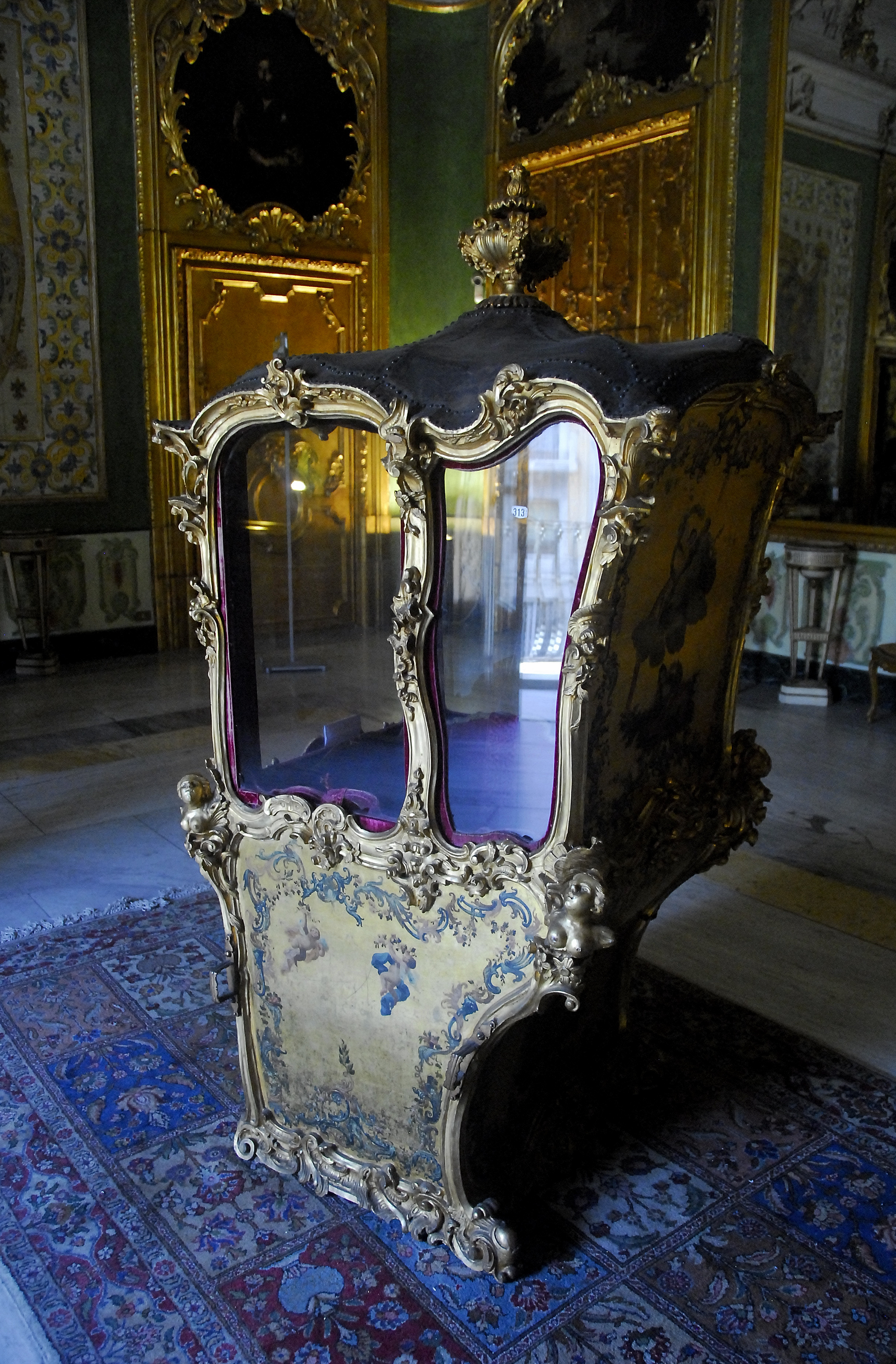
Portantina.

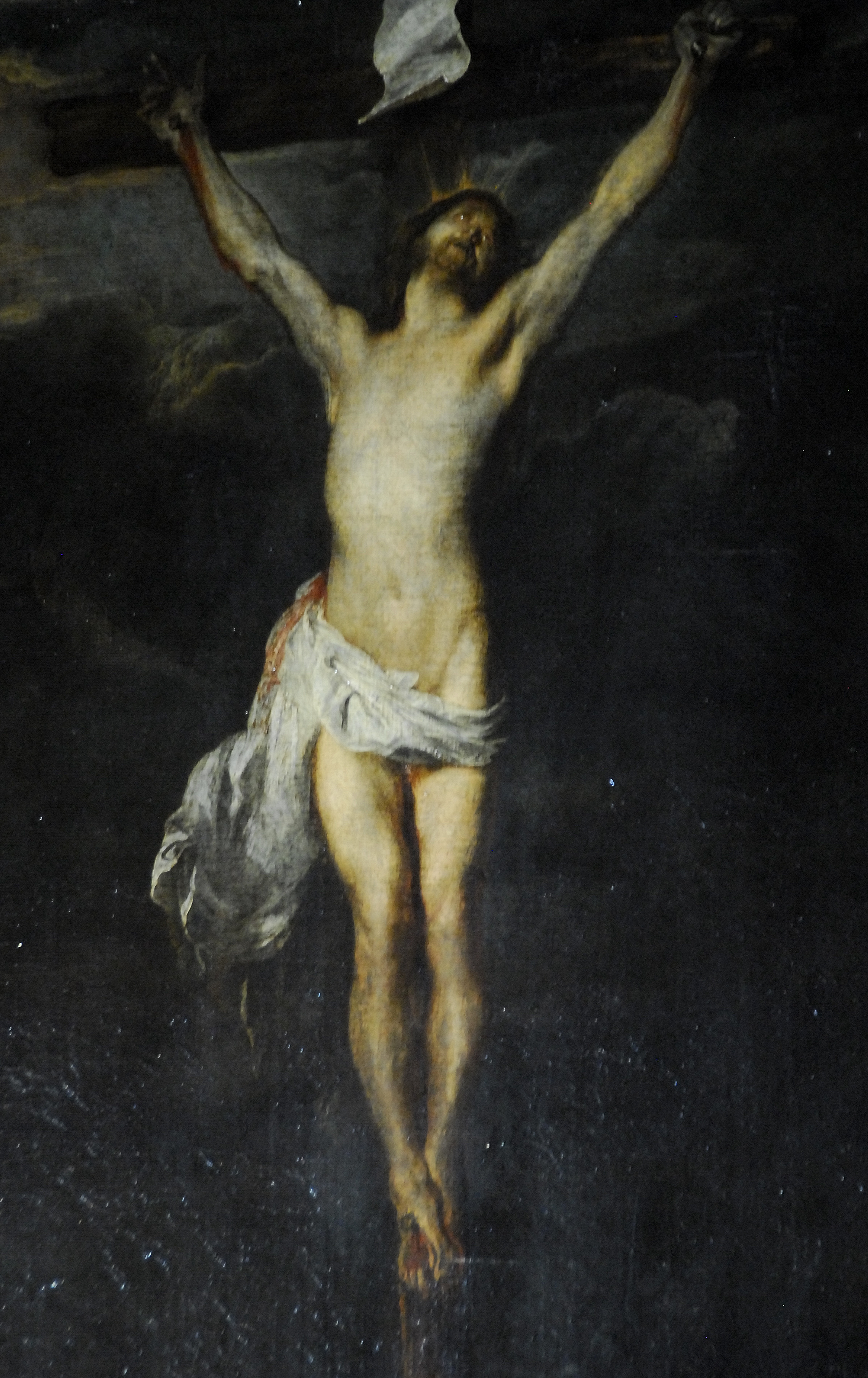
Crocifissione di Antoon Van Dyck.

Le origini del palazzo sono cinquecentesche: vi sorgevano infatti nel XVI secolo le case della potente famiglia Beccadelli di Bologna, una casata originaria per l'appunto da Bologna e giunta in Sicilia in età rinascimentale, a cui appartenne anche il Panormita, celebre poeta nel crepuscolo della corte aragonese. La famiglia dà il nome alla piazza antistante, conosciuta anticamente come "Piano d'Aragona".
Nella prima metà del XVII secolo fu acquisito dagli Alliata di Villafranca e per quattro secoli è stata la principale dimora della famiglia Alliata a Palermo.
Durante il secolo successivo il palazzo fu rimaneggiato, assumendo l'aspetto attuale, tardo-settecentesco, ad opera dell'architetto Giovanni Battista Vaccarini.
La monumentale facciata con i due portali simmetrici ricorda l'epoca in cui vi uscivano i corrieri del Regno.
I due grandi stemmi in stucco sono quelli degli Alliata, Principi di Villafranca, opera di Giacomo Serpotta.
Il palazzo ospitava una delle più importanti collezioni d'arte della città, fra cui ancora visibile è la celebre crocefissione di Van Dyck, di cui si conserverebbero nell'archivio di famiglia i documenti di committenza e le due magnifiche tele di Matthias Stom. 
Al centro della facciata del Palazzo campeggia una lapide a ricordo della sosta nel 1860 nel luogo di Giuseppe Garibaldi:
il 27 maggio 1860

per sole due ore

posò le stanche membra

GIUSEPPE GARIBALDI

---

Singolare prodezza

fra l'immane scoppio

delle micidiali armi di guerra

sereno dormiva

il genio sterminatore

di ogni tirannide»

### Tempi recenti
Nel 1984 la principessa Rosalia Correale Santacroce, proprietaria dell'edificio, lo destinò all'arcidiocesi di Palermo per il seminario arcivescovile.
L'edificio è stato aperto al pubblico saltuariamente fin dal 2006, per brevi periodi, in occasione dei restauri della Sala Verde e della Sala dello Stemma (2006), per proseguire negli anni seguenti con mostre e convegni, tra i quali il restauro e la mostra sulle due pitture di Matthias Stomer (ottobre 2010 - maggio 2011) e l'esposizione del Van Dyck restaurato (dicembre 2012 - gennaio 2013). Recentemente restaurate una tela attribuita a Gaspare Traversi, I musici, ed un'altra tela di Pietro Novelli, detto "il Monrealese", l'Annunziata.
Dal 2013 il Palazzo è stato riaperto al pubblico, a cura del seminario arcivescovile.

## Esterno
(Descrizione parziale)
Prospetto in pietra d'intaglio. La monumentale facciata con i due portali simmetrici ricorda l'epoca in cui vi uscivano i corrieri del Regno.
I due grandi stemmi in stucco raffigurano le armi degli Alliata, Principi di Villafranca, opera di Giacomo Serpotta.

## Interno
(Descrizione parziale)

### Piano terra
- Cucine.
- Scuderie.[2]
- Ambienti per il Servizio di Posta come Corrieri maggiori ereditari del Regno di Sicilia.[6][3]

### Piano nobile
- Scalone d'onore.[2]
- Vestibolo. Ambiente con vetrata a mosaico di Pietro Bevilacqua del 1929 raffigurante San Dacio Alliata (Arcivescovo di Milano nel 530) e San Leone Alliata (Crociata 1274), personaggi appartenenti all'illustre casata.[2]
- Salotto Verde o Salottino Barocco.[2] L'ambiente conserva l'unico affresco superstite di Gaspare Serenari raffigurante San Dacio presentato alla Vergine, dipinto contornato da stucchi di scuola serpottiana. Primitiva Cappella privata confermata dalla presenza della Crocifissione di Antoon Van Dyck del 1625.[3][10]
- Salottino Giallo o Sala del Tè.[2]
- Salone Rosa o Sala del baccarà.[2]
- Salone del Principe Fabrizio Alliata Colonna.[2] Il soffitto è decorato in stucco con allegorie di scuola serpottiana, nell'ambiente è documentato l'affresco di Gaspare Serenari raffigurante la Principessa ammira il Tempio della Gloria del 1756. Nell'ambiente sono custodite le grandi tele raffiguranti la Lapidazione di Santo Stefano e il Tributo della moneta, opere di Mathias Stomer del 1639 provenienti dalla primitiva Quadreria o Sala dei Musici.
- Fumoir o Stanza di Cuoio.[2]
- Sala dello Stemma.[2] Nell'ambiente è documentato l'affresco di Gaspare Serenari raffigurante la Fama segna le Glorie del Principe del 1756, agli angoli le quattro stagioni, opera dell'officina Serpotta. L'apparato pittorico fu danneggiato da terremoti e definitivamente perduto durante i bombardamenti del secondo conflitto mondiale. Le pareti sono abbellite con i dipinti raffiguranti Orfeo che incanta gli animali e una Scena di naufragio o Pesca miracolosa, del 1613 - 1618, opere attribuite a Pietro D'Asaro detto il Monocolo di Racalmuto.
- Sala dei Musici.[3][2] Primitivo ambiente destinato a quadreria.

## Opere
Specchi, lampadari in vetro di Murano, sovraporte, pavimenti in maiolica (tra cui lo stemma), la portantina, mobili d’epoca, argenti, bronzi, vasi, ceramiche, porcellane, collezioni e reperti archeologici greci e romani, merletti, ricami, ceroplastiche,  lapidi, scudi e elmi in marmo.
La galleria contempla tele, ritratti, disegni, incisioni, dipinti su carta, dipinti su rame, medaglioni in stucco di scuola serpottiana. Tra essi:
- Nascita del Principe Giuseppe Alliata Moncada, dei Principi Fabrizio Alliata Colonna e Giuseppina Moncada Branciforte tra Abbondanza e Fama omaggiati dal Genio di Palermo, opere di Desiderio De Angelis, datate 1791.
- San Giuseppe con Gesù giovinetto, olio su tela, attribuito a Pietro Novelli.

Ancora opere di Francesco Lojacono, Mario Rutelli, Filippo de Pisis.